# Philautus cardamonus
Philautus cardamonus é uma espécie de anfíbio da família Rhacophoridae.
É endémica do Camboja.
Os seus habitats naturais são: regiões subtropicais ou tropicais húmidas de alta altitude.